# Schlacht von Finta
Die Schlacht von Finta (27. Mai 1653) war eine Konfrontation zwischen der walachischen Armee von Fürst Matei Basarab und einer Streitmacht aus  moldauischen, kosakischen und tatarischen Kriegern unter der Führung des moldauischen Herrschers Fürst Vasile Lupu und des Saporoger Kosaken Tymofij Chmelnyzkyj.
Das Gefecht fand in der Nähe des Ortes Finta in der Walachei im heutigen Rumänien statt und endete mit einem entscheidenden Sieg der walachischen Seite. Beide Parteien setzten auch auf den Einsatz ausländischer Söldner, was in der damaligen Kriegsführung üblich war. Landsknechte aus Polen, Deutschland, Ungarn, Serbien und anderen Ländern nahmen an den Kampfhandlungen teil. Zahlreiche Kämpfer der moldauischen Streitmacht wurden getötet, andere versklavt. Die Walachen besetzten kurzzeitig die moldauische Hauptstadt Jassy, der kosakische Anführer Chmelnyzkyj starb bei der Belagerung Suceavas. Die moldauische Niederlage führte zum Machtverlust des moldauischen Fürsten Lupu und seiner Ersetzung durch Gheorghe Ștefan, einen Verbündeten Basarabs.